# Grammatica Grandonica
De Grammatica Grandonica is een spraakkunst van het Sanskriet die in de 18de eeuw werd opgesteld door de Duitse jezuïet Johann Ernst von Hanxleden. Als missionaris in Kerala had Von Hanxleden het Sanskriet geleerd van twee brahmanen, hoewel de taal normaal niet aan buitenstaanders geleerd werd. Zijn grammatica geldt als een van de vroegste taalkundige werken over het Sanskriet in het Westen. 
Het handschrift is decennialang vermist geweest, tot het in 2010 werd teruggevonden door de Antwerpse taalkundige Toon Van Hal in het karmelietenklooster van Monte Compatri. Dit handschrift is nooit gedrukt geweest.